# Phuritad Jarikanon
Phuritad Jarikanon(tiếng Thái: ภูริทัต จาริกานนท์, sinh ngày 1 tháng 8 năm 1989) là một cầu thủ bóng đá người Thái Lan. Anh thi đấu cho câu lạc bộ tại Giải bóng đá Ngoại hạng Thái Lan Ratchaburi Mitr Phol.

## Danh hiệu

### Câu lạc bộ
- Vô địch Cúp Hoàng gia Kor 2009 với Chonburi FC
- Á quân Cúp Hiệp hội Bóng đá Thái Lan 2013 với Bangkok Glass